# Tayo
Tayo ist eine auf Französisch basierende Kreolsprache, die ausschließlich in der Gemeinde St. Louis auf Neukaledonien gesprochen wird. Die Anzahl der Muttersprachler/Zweitsprachler wird derzeit auf 2.000 Personen geschätzt.

## Geschichte
Die Sprache entstand um 1870 aus dem Bedürfnis nach interethnischer Kommunikation zwischen unterschiedlichen pazifischen Einwohnern (Vanuatu, Französisch-Polynesien, Réunion, Indien, Malaysia, Java, Westafrika und den Westindischen Inseln) und französischen Sträflingen, die in St. Louis für die Produktion von Zuckerrohr und Rum eingesetzt wurden.